# Hippopotamyrus szaboi
Hippopotamyrus szaboi är en fiskart som beskrevs av Kramer, van der Bank och Michael Wink 2004. Hippopotamyrus szaboi ingår i släktet Hippopotamyrus och familjen Mormyridae. IUCN kategoriserar arten globalt som livskraftig. Inga underarter finns listade i Catalogue of Life.